# 24 Horas de Sonho
24 Horas de Sonho é um filme brasileiro de comédia romântica de 1941 dirigido por Chianca de Garcia e com roteiro de Joracy Camargo. Teve Adhemar Gonzaga como produtor e a Cinédia como companhia produtora. 
Filme de estréia de Dulcina de Moraes e último trabalho do diretor Chianca de Garcia no cinema brasileiro. 
24 Horas de Sonho conta as aventuras de uma pequena decidida a pôr termo à vida e aproveitar até o último suspiro seus últimos momentos de existência. Como pano de fundo está aristocracia europeia de verdade, hospedada no hotel, vítima da Segunda Guerra.

## Elenco
| Ator/Atriz         | Papel                              |
| ------------------ | ---------------------------------- |
| Dulcina de Moraes  | Clarice, Baronesa das Torres Altas |
| Odilon Azevedo     | Roberto Rei                        |
| Laura Suarez       | Princesa Merly de Aubignon         |
| Beatriz Segall     | Glória Seydoux Gayet               |
| Átila de Moraes    | Conde Guilherme Stanley            |
| Sarah Nobre        | Madame Flora                       |
| Conchita de Moraes | Camareira                          |
| Paulo Gracindo     | Diretor de rádio                   |
| Sadi Cabral        | Gerente de hotel                   |
| Aristóteles Pena   | Cícero                             |